# Camp Casablanca

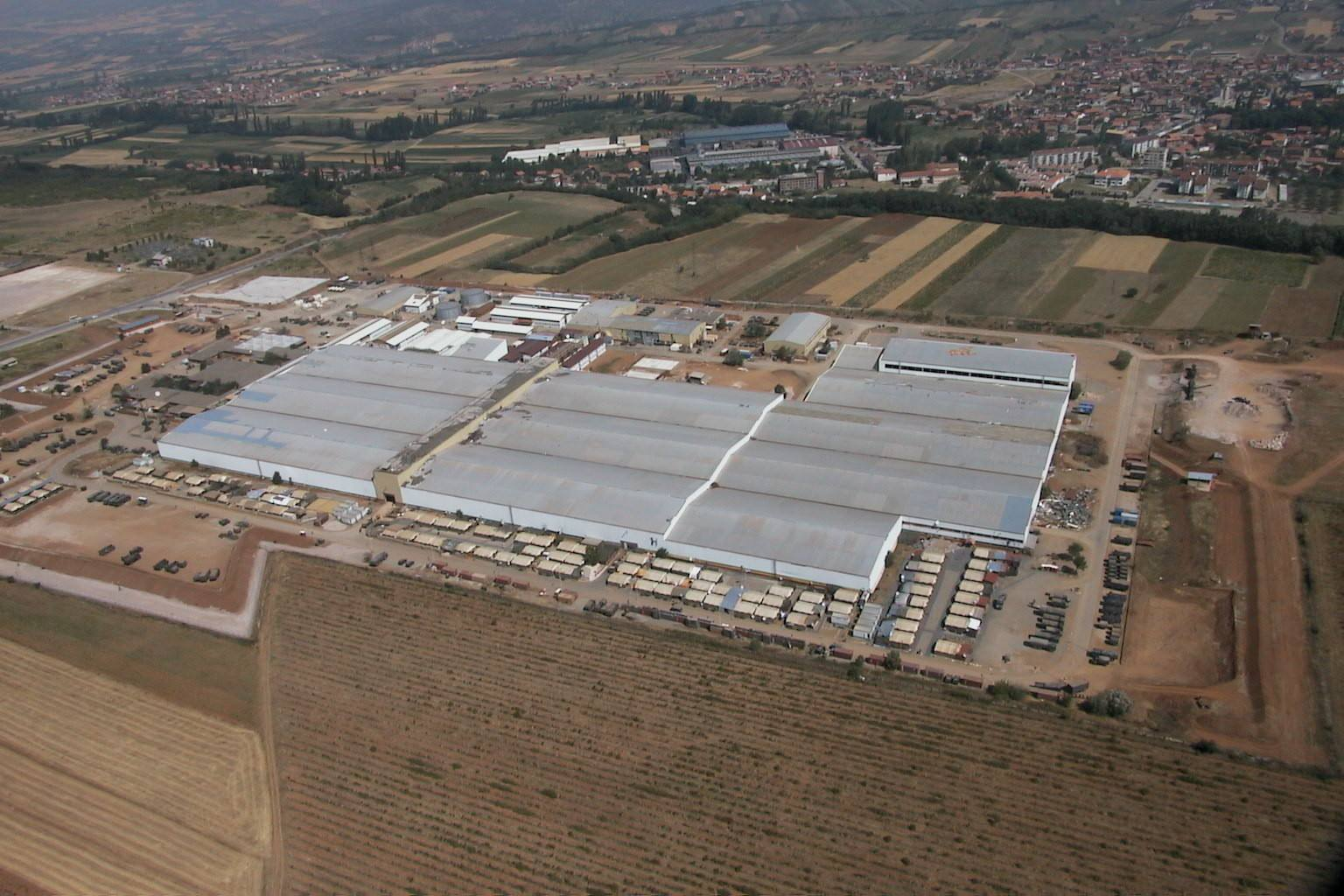
Luftaufnahme des Camps Casablanca der Kosovo Force im Jahre 2000; im Hintergrund rechts die Stadt Suhareka

Das Camp Casablanca war von 1999 bis 2012 eine Militärbasis des österreichischen Bundesheeres in Suhareka im Südkosovo im Rahmen des KFOR-Einsatzes „Joint Guardian“.
Das Camp Casablanca der NATO wurde im Herbst 1999 ursprünglich von der Bundeswehr als Lager für die Taskforce Dulje erbaut, eine österreichisch-schweizerische Einheit, die Teil der damaligen Multinationalen Brigade Süd (MNB-S) der KFOR war. Es beherbergte 25 österreichische KFOR-Kontingente und war für lange Zeit hinsichtlich der Mannschaftszahlen von etwa 560 Soldaten der größte Stützpunkt des österreichischen Bundesheeres im Ausland. Im gesamten Zeitraum waren rund 10.000 Bundesheer-Soldaten im Camp stationiert. Im Camp befanden sich eine Stabskompanie und zwei Infanteriekompanien mit ihren Pandur-Radpanzern. Die 1. Kompanie hieß „Skorpion-Kompanie“ (Scorpion Coy), die 2. Kompanie „Haifisch-Kompanie“ (Shark-Coy). Daneben waren im Camp Casablanca auch der mechanisierte Infanteriezug mit Mowag Piranha Radschützenpanzern und die Pioniere des Schweizer KFOR-Kontingentes (Swisscoy) und Elemente der Bundeswehr (verstärktes Pionierbataillon) untergebracht, dann aber auch Slowaken und zeitweise Navy Seals der USA. Darüber hinaus war das Camp das Hauptquartier der „Taskforce Dulje“, die nach dem nahe gelegenen Gebirgspass in Suva Reka benannt war.
Die ursprüngliche Brigade, zu Beginn eine von fünf derartigen Verbänden im Kosovo, wurde in der Zwischenzeit durch die „Battlegroup West“ ersetzt. Eine Infanteriekompanie wurde 2012 aufgelöst und das Unterkunftsgebäude in ein anderes Lager im Kosovo verlegt.
Ab 2000 beherbergte das Camp mehrheitlich österreichische, deutsche und Schweizer Truppen und wurde von Österreich und der Schweiz gemeinsam betrieben. Weitere kleinere Kontingente stellten beispielsweise im Sommer 2001 die Slowakei und Bulgarien. Damals waren gegen 2000 Soldaten im Camp Casablanca. Die KFOR hatte am Anfang total über 50'000 Leute im Kosovo im Einsatz; 2021 sind es weniger als 4000.

## Ausstattung

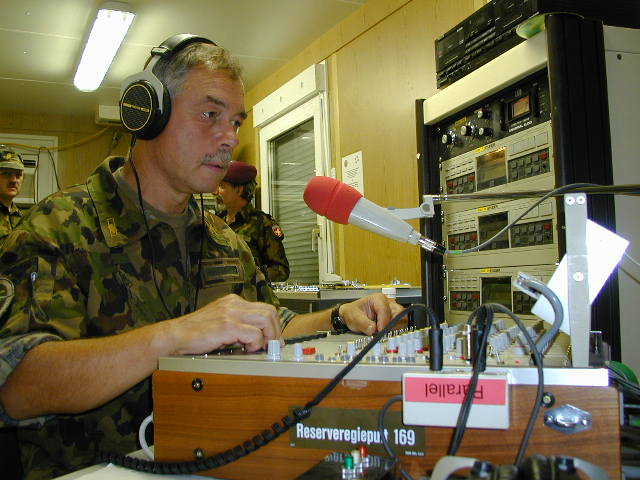
Das Studio von „KFOR Radio Casablanca“. Am Mikrofon der Initiant Spec Of Maj Stefan Tabacznik (Juli 2000)

Im Camp befanden sich ein militärisches Ambulatorium, eine Kapelle, ein Greißlerladen (PX-Store), ein Sportplatz, ein Tennisplatz, eine Kletterwand, eine Sauna und ein Löschwasserteich der Camp-Feuerwehr. Die Camp-Kapelle wurde vom Schweizer Kontingent erbaut und im Sommer 2000 vom Militärbischof für Österreich Christian Werner eingeweiht. Die Unterkünfte bestanden aus grauweißen Containern, fünf in einer Reihe, je zwei übereinander, die mit einem montierten Holzdach vor Regen geschützt waren. Die Wohncontainer gaben auf zirka 25 Quadratmetern vier Personen Unterkunft. Die Telekom Austria hatte im Camp einen Handymast aufgestellt, mit dem zum Inlandstarif nach Hause telefoniert werden konnte. Zur Truppenbetreuung waren mehrere Restaurants und Bars eingerichtet: Österreicherhof, Haifischbar, No-Name-Bar, Schwarzes Loch, Swiss-Chalet, H2O Bar.
Die Schweizer waren für die gesamte Trinkwasserversorgung des Camps zuständig. Auf Initiative des Schweizer Informationsoffiziers Major Stefan Tabacznik (erstes bis drittes Kontingent) entstand der Radiosender „KFOR Radio Casablanca“. Tabacznik war als Milizoffizier Kommandant der mobilen Radiokompanie 5/20 der Schweizer Armee. Über diese Verbindung konnte er Sender, Studio und Techniker beschaffen. KFOR Radio Casablanca sendete ab Sommer 2000 in deutscher, französischer und wenig in italienischer Sprache. UKW-Sender standen in Prizren, Rahovec und Suhareka. Hauptsächlich wurden Nachrichten und Musik der öffentlich-rechtlichen Sender aus der Schweiz, Deutschland und Österreich verbreitet (Rebroadcasting). Eigenproduktionen machten zu Beginn die Schweizer und die Deutschen (mit ihrem Truppenradio Andernach). Später kamen die Österreicher dazu (2001), nachdem endlich die Bewilligung aus Wien eingetroffen war. Der Sender war im südlichen Kosovo sehr beliebt, bei KFOR-Soldaten und mehr noch bei der Bevölkerung (viele Kosovaren sprechen Deutsch wegen Auslandsaufenthalte in der Schweiz und Deutschland). 1999 gab es im Kosovo kaum Radiosender, die Nachrichten und Informationen verbreiteten. Der Sender hatte deshalb rund eine halbe Million Zuhörer und wurde von der KFOR als OPInfo-Sender genutzt. In diesem Sinne war Radio Casablanca ein Vorläufer von Radio KFOR, das heute auf Albanisch und Serbisch sendet. Technisch betreut war KFOR Radio Casablanca von Major Ruedi Wild, Chef Technik der Radioabteilung 20 Info Rgt 1 der Schweizer Armee bis zum Ende des Camps Casablanca im Jahre 2012.

## Zivile Nutzung
Vor seiner Nutzung als Militärbasis gehörte die Liegenschaft mit den darauf befindlichen Bauten einer Reifenfabrik. Von den weißen Wänden der Produktionshalle sowie den mehrheitlich weissen Containern der temporären Wohn- und Arbeitsinfrastruktur rührt der Name „Casablanca“ (span. „weißes Haus“) her.
Der Feuerwehrplatz, im Camp-Jargon Tegetthof-Platz, war nach dem österreichischen Vizeadmiral Wilhelm von Tegetthoff benannt und diente unter anderem Repräsentationszwecken wie Flaggenparaden oder der Verleihung der NATO-Non-Article-5-Medaille. Die letzte Flaggenparade fand am 17. März 2012 statt, die mit dem Auszug der letzten österreichischen Einsatztruppen aus dem Camp nach fast 13 Jahren das Ende der Truppenpräsenz markierte.
Am 17. August 2012 wurde das Camp Casablanca in einem Festakt über die UNMIK an die Gemeinde Suva Reka übergeben, welche auf dem Areal einen Industrie- und Gewerbepark, Schuleinrichtungen, einen Marktplatz und ein Sportzentrum plant.